# Margot Wallström

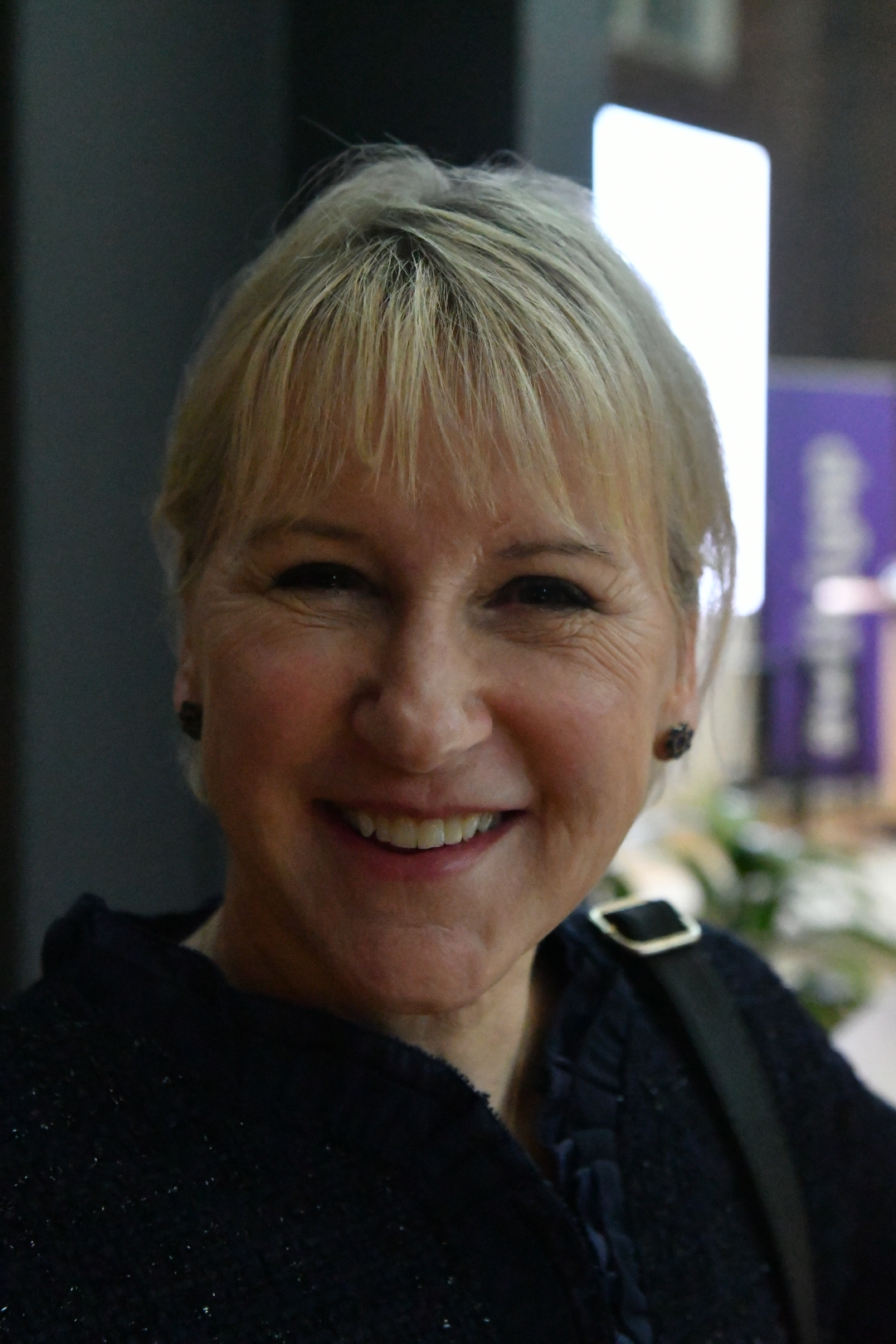
Margot Wallström (2018)

Margot Wallström [ˈmargɔt ˈvalstrøːm] (* 28. September 1954 in Kåge) ist eine schwedische sozialdemokratische Politikerin. Sie bekleidete zwischen 1988 und 2019 verschiedene Ministerämter. Zuletzt war sie von 2014 bis 2019 Außenministerin ihres Landes. Von 1999 bis 2010 war sie Mitglied der Europäischen Kommission.

## Laufbahn
Margot Wallström arbeitete zunächst von 1977 zwei Jahre als Bankangestellte. Von 1979 bis 1985 saß sie als Abgeordnete im schwedischen Reichstag. Anschließend war sie von 1986 bis 1987 Revisorin bei der Sparkasse Sparbanken Alfa. 
1988 wurde Wallström zur schwedischen Ministerin für Verbraucher, Kirche und Jugend ernannt (bis 1991). Von 1994 bis 1996 war sie Kulturministerin, danach bis 1998 Sozialministerin.
Seit April 2015 gehört sie dem Parteivorstand der Sozialdemokraten an. In diesem Gremium war sie zuvor schon von Mitte der 1990er Jahre bis März 2000 Mitglied gewesen.

### Umwelt- und Europapolitik

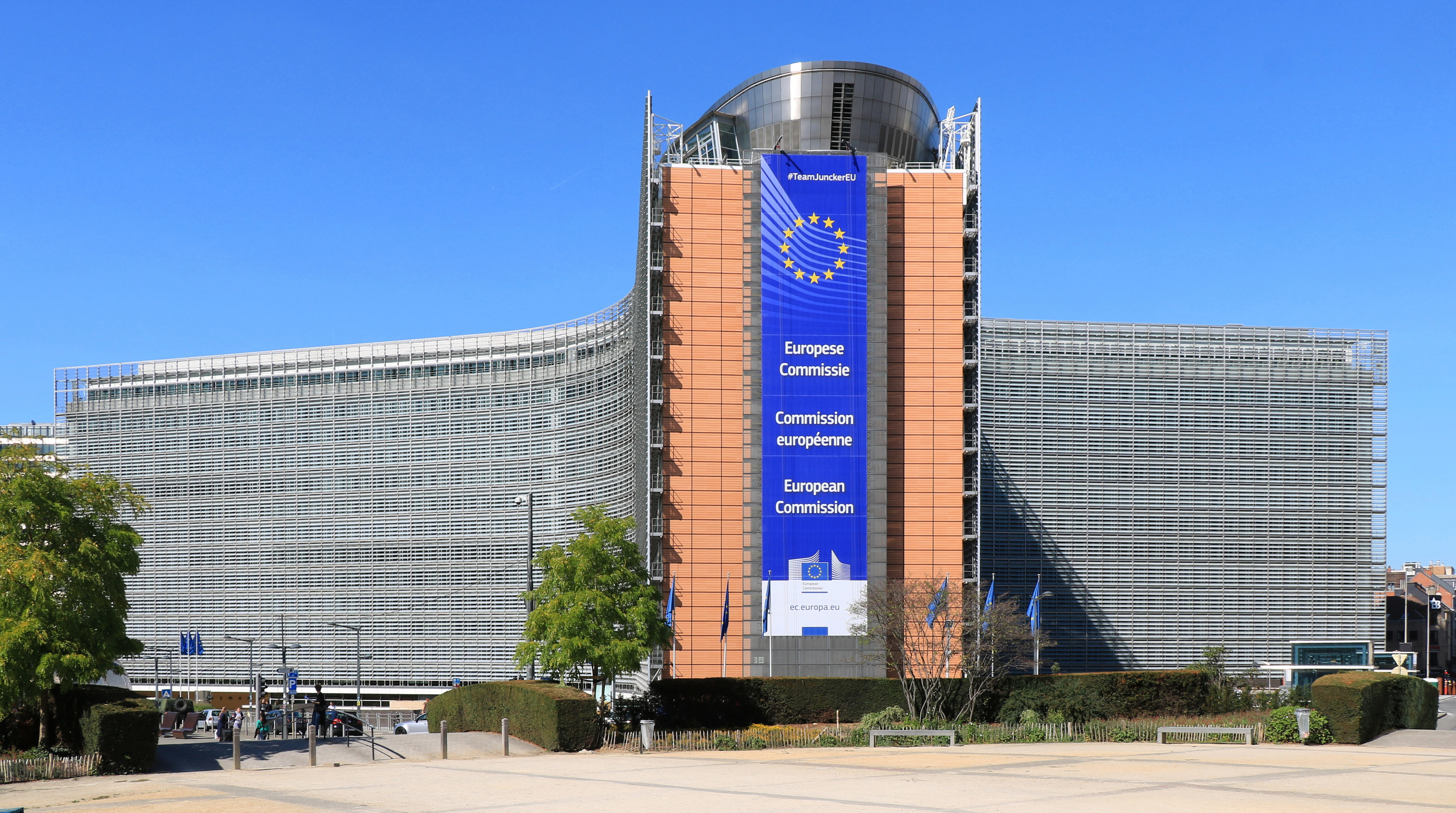
Die Europäische Kommission

Von 1999 bis 2004 war sie in der Kommission Prodi für Umwelt zuständig. Von 2004 bis 2010 war sie Kommissarin für institutionelle Beziehungen und Kommunikationsstrategie sowie Vizepräsidentin der Europäischen Kommission. In die Kritik geriet Wallström, als bekannt wurde, dass unter ihrer Ägide versucht wurde, positive Berichterstattung über die EU finanziell zu fördern, um das Image der EU aufzubessern.

### Sexuelle Gewalt gegen Frauen
Vom 2. Februar 2010 bis Juni 2012 war Wallström UN-Sonderbeauftragte zum Thema sexuelle Gewalt in Konflikten.
Im Zuge der öffentlichen Debatte um den Missbrauchs-Verdachtsfall Harvey Weinstein im Oktober 2017 machte sie bekannt, bei einem formellen Abendessen von einem ranghohen Politiker auf allerhöchster europäischer Ebene sexuell belästigt worden zu sein. Es habe sich um Begrabschen, um eine Hand auf ihrem Oberschenkel, gehandelt, wie sie es  bereits 2014 in ihrer Autobiographie publiziert hat. Sie forderte wirksame Aktionen gegen sexualisierte Gewalt und beteiligte sich an der Twitter-Bewegung unter Hashtag #MeToo.

### Außenministerin
Im August 2014 kehrte sie in die schwedische Politik zurück und gehörte zum Wahlkampfteam von Stefan Löfven. Am 3. Oktober 2014 wurde sie Außenministerin in der Regierung Löfven I. Als dienstälteste Ministerin war sie zudem Stellvertreterin des Ministerpräsidenten. Auch in der Regierung Löfven II, die im Januar 2019 antrat, blieb sie zunächst Außenministerin. Am 6. September 2019 kündigte sie dann ihren Rücktritt aus persönlichen Gründen an. Bei einer Regierungsumbildung am 10. September 2019 wurde sie durch die bisherige Handelsministerin Ann Linde abgelöst.
Wallström prägte den Begriff der „feministischen Außenpolitik“ und kündigte an, sich für Frauen, Frieden und Sicherheit einzusetzen.
In ihrer Funktion als Außenministerin setzte sie die Anerkennung des Staates Palästina durch Schweden um. Am 30. Oktober 2014 erfolgte die offizielle Anerkennung.
Die Ursachen der Terroranschläge am 13. November 2015 in Paris des Islamischen Staats sah sie im Nahostkonflikt und der Lage der Palästinenser. Israel berief daraufhin den schwedischen Botschafter ein. Am 12. Januar 2016 forderte Wallström im schwedischen Parlament, die Rechtmäßigkeit der Tötung mutmaßlicher palästinensischer Attentäter während der jüngsten Gewaltwelle „gründlich zu untersuchen“. Bei dieser waren 23 Israelis und ein US-Bürger ermordet sowie zahlreiche verletzt worden, während rund 150 Palästinenser bei Terrorakten oder Zusammenstößen mit israelischen Sicherheitskräften ums Leben kamen. Wallström wurde am Tag darauf von der israelischen Regierung zur unerwünschten Person erklärt.
Als Außenministerin warb Wallström für einen schwedischen Platz im Sicherheitsrat der Vereinten Nationen. Die schwedische Regierung hatte bereits 2005 ihr Interesse bekundet, die bürgerliche Regierung unter Fredrik Reinfeldt hatte die Bemühungen jedoch nicht fortgeführt. Bei der Abstimmung im Juni 2016 setzte sich Schweden gegen die Niederlande und Italien durch und wurde für die Jahre 2017 und 2018 in den Sicherheitsrat gewählt.
Wallström setzte sich weiterhin für ein Verbot von Kernwaffen ein. 2017 stimmte Schweden in der Generalversammlung der Vereinten Nationen dem Atomwaffenverbotsvertrag zu. Wallströms Ankündigung, die Ratifizierung des Vertrags wohlwollend zu prüfen, stieß jedoch sowohl innenpolitisch als auch innerhalb der NATO auf Kritik. Ein von der Regierung eingesetzter Gutachter riet im Januar 2019 von der Ratifizierung des Vertrages ab. Im Juli 2019 teilte Wallström schließlich mit, dass Schweden den Vertrag nicht unterschreiben werde.
Beobachter charakterisierten Margot Wallströms Außenpolitik als Anknüpfung an die Zeit des sozialdemokratischen Ministerpräsidenten Olof Palme. Ihr Idealismus und Aktivismus habe häufig zu Kontroversen geführt. Der Kommentator Mats Knutson beschrieb, es sei Wallström schwergefallen, ihren Idealismus mit einer realistischen Regierungspolitik zu verbinden, zum Beispiel bei dem gescheiterten Kernwaffenabkommen. Ein großer Erfolg ihrer Amtszeit sei die Mitgliedschaft im UN-Sicherheitsrat.

## Privates
Wallström ist seit 1984 mit Håkan Olsson verheiratet und hat drei Söhne, von denen einer im Säuglingsalter starb. Sie lebt auf Hammarö.